# Берёзовский (Курганская область)
Берёзовский — посёлок в Белозерском районе Курганской области. Входит в состав Боровского сельсовета.

## География
Расположен в 11 км к 1востоку от центра сельского поселения села Боровское.

## Население
| 1926 | 1989 | 2002 | 2010 |
| ---- | ---- | ---- | ---- |
| 14   | ↗381 | ↘168 | ↘99  |